# Mogens Lüchow
Mogens Lüchow (13. maj 1918 i København – 20. marts 1989 i København) var en dansk kårdefægter medlem af Fægteklubben Cirklen i København.
Han blev født i Tordenskjoldsgade 29 i Helligånds sogn den 13. maj 1918 som søn af postekspedient Helge Kai Lüchow og Andrea Vilhelmine Lüchow, født Dræsturp.
Han var elev i den franske fægtemester Mahauts fægtesal på Vestre Boulevard.
På trods af deltagelse i flere finaler nåede han aldrig at blive individuel danmarksmester.
Han deltog ved OL i 1948 i London og i Helsinki 1952.
Ved verdensmesterskaberne i Monaco i 1950 vandt han VMi kårdefægtning.
Under verdensmesterskaberne i Stockholm i 1951 var han direkte involveret i en tragisk fægteulykke, idet han under en kamp på kårde ramte sin finske modstander, Ilmari Vartia, så uheldigt, at denne afgik ved døden.